# 薩多韋 (涅任區)
50°47′11″N 31°53′19″E / 50.78639°N 31.88861°E
薩多韋（烏克蘭語：Садове），是烏克蘭北部的村莊，隸屬切爾尼希夫州的尼任區。該村始建於1717年，面積0.05平方公里，海拔高度128米，2001年人口123，人口密度每平方公里2,411.8人。